# Henry Lapczyk
Henry William Lapczyk Vera (* 17. April 1978 in Fernando de la Mora) ist ein paraguayischer Fußballspieler. Der Torwart ist zweimaliger Nationalspieler.

## Karriere

### Verein
Henry Lapczyk begann seine Profikarriere 2001 in seiner Heimat Paraguay, wo er vor allem für Olimpia spielte. Sein Erfolg dort führte in die paraguayische Nationalmannschaft. Anschließend wechselte der Torhüter nach Chile zum CD Huachipato, kehrte jedoch kurz darauf nach Paraguay zurück. Die letzten sieben Jahre seiner Karriere verbrachte er in Bolivien bei Real Potosí. Im November 2017 übernahm er kurz nach Beendigung seiner Spielerkarriere den Posten als Interimstrainer des Teams.

### Nationalmannschaft
Henry Lapczyk debütierte für die Nationalmannschaft im August 2007 unter Trainer Gerardo Martino beim Freundschaftsspiel gegen Venezuela. Rund zwei Wochen später bestritt der Torwart sein zweites und letztes Länderspiel erneut bei einem Freundschaftsspiel gegen Venezuela.